# Letnisko Leśne
Letnisko Leśne, używane są również nazwy Pobiedziska Letnisko oraz Letnicho – osiedle willowe położone w zachodniej części Pobiedzisk (województwo wielkopolskie).
Na terenach osiedla znajdują się: kolejowy przystanek osobowy Pobiedziska Letnisko, Zespół Szkół im. Konstytucji 3 Maja (oba - ul. Gajowa), skansen miniatur, Gród Pobiedziska (oba - ul. Fabryczna), współczesny kościół pw. Matki Bożej Nieustającej Pomocy (ul. Wierzbowa) i cmentarz komunalny (ul. Leśna). Przy szkole działał klub sportowy UKS Pobiedziska Letnisko, który brał udział w rozgrywkach hokeja na trawie. Północnym skrajem osiedla płynie rzeka Główna. Dzielnica jest stale rozbudowywana. W roku 2022 rozbudowano przystanek kolejowy o nowoczesną stację po drugiej stronie. 